# 杜普伊總督縣

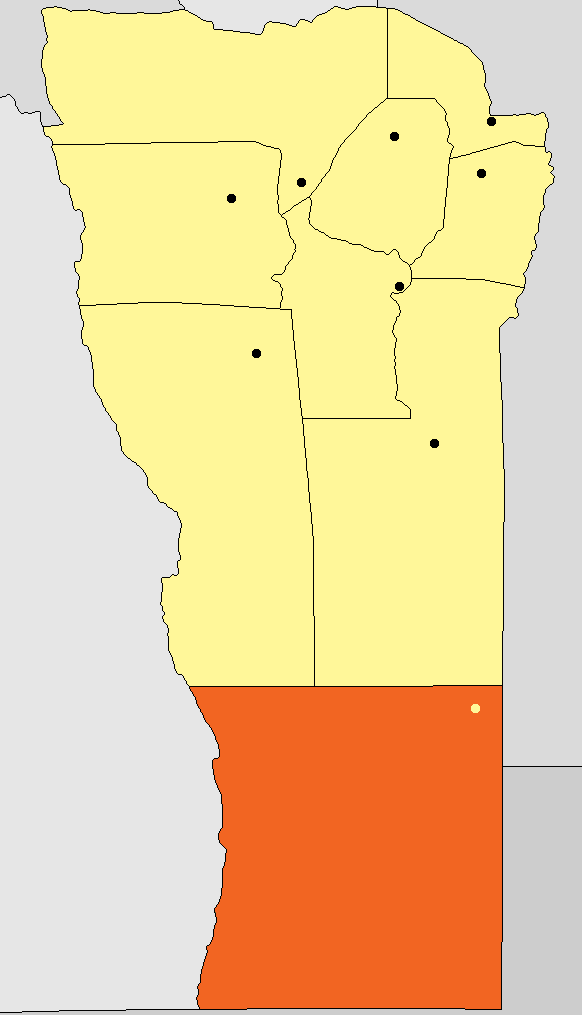

杜普伊總督縣（西班牙語：Departamento Gobernador Dupuy），是阿根廷的縣份，位於該國中北部聖路易省，首府設於布埃納埃斯佩蘭薩，面積19,632平方公里，2010年人口11,779，人口密度每平方公里0.6人。
34°45′S 65°15′W / 34.750°S 65.250°W